# 모놀로포사우루스
모놀로포사우루스(Monolophosaurus)는 중생대 쥐라기 중기, 아시아대륙에 살았던 육식공룡이다. 용반목 수각류에 속하는 종이다. 학명은 "하나의 볏이 있는 도마뱀(single-crested lizard)"이라는 의미를 갖고 있다. 화석은 1984년 오늘날의 중국 신장 위구르 자치구 부근에서 거의 완전한 골격으로 발견되었다. 전체 몸 길이는 약 5m, 높이 1.8m, 체중은 700kg정도 나갔을 것으로 추정된다.